# الحق الفلسطيني في المقاومة المسلحة
جادل العديد من الباحثين بأن للفلسطينيين الحق في المقاومة بموجب القانون الدولي، بما في ذلك المقاومة المسلحة. يقتصر هذا الحق في المقاومة على مفهوم "الحق في الحرب" (jus ad bellum)؛ إذ يجب أن يكون سلوك هذه المقاومة (قانون الحرب) متوافقًا مع قوانين الحرب. وهذا يعني أن الهجمات على الأهداف العسكرية الإسرائيلية مسموح بها، بينما تُحظر الهجمات على المدنيين الإسرائيليين. ويُعدّ تحديد ما إذا كان للفلسطينيين الحق في مقاومة الاحتلال الإسرائيلي، أو لإسرائيل الحق في الدفاع عن النفس ضد عمليات المقاومة الفلسطينية، أحد أهم الأسئلة في الصراع الإسرائيلي الفلسطيني.
ومن المتفق عليه أنه بموجب القانون الدولي، يتمتع الفلسطينيون بالحق في تقرير المصير. ويؤيد العديد من الباحثين حق الفلسطينيين في استخدام الكفاح المسلح سعياً لتقرير المصير. يستمد هذا الحق من البروتوكول الأول، وإعلان العلاقات الودية، فضلاً عن العديد من قرارات الجمعية العامة للأمم المتحدة ومجلس الأمن التابع للأمم المتحدة. ويحذر بعض الكتاب من أنه لا يمكن اللجوء إلى القوة إلا بعد استنفاد الوسائل السلمية لتحقيق تقرير المصير، في حين يؤكد علماء آخرون أن الفلسطينيين استنفدوا بالفعل كل الوسائل السلمية. وكدليل على ذلك يشير هؤلاء الكتاب إلى فشل اتفاقيات أوسلو في تحقيق تقرير المصير الفلسطيني، معتقدين أن المقاومة المسلحة هي الخيار الوحيد. يزعم بعض العلماء أن الفلسطينيين لديهم أيضًا الحق في الدفاع عن النفس، لكن آخرين يشيرون إلى أن ليس كل شخص يعترف بدولة فلسطين ويصرون على أن السيادة المخلوعة فقط هي التي يجوز لها الاستعانة بالدفاع عن النفس من الأراضي المحتلة.
ويتفق العلماء الذين يؤيدون الحق في المقاومة المسلحة على أن مثل هذا الحق يجب أن يمارس وفقاً للقانون الإنساني الدولي. وعلى وجه الخصوص، لا يجوز استهداف سوى الجنود الإسرائيليين، ويجب حماية المدنيين. لقد صادقت دولة فلسطين على اتفاقيات جنيف وأصبحت طرفاً فيها.

## البروتوكول الأول لاتفاقيات جنيف
يتم الاستشهاد بالبروتوكول الأول لاتفاقيات جنيف بشكل متكرر لتبرير حق الفلسطينيين بموجب القانون الدولي في مقاومة الاحتلال الإسرائيلي. وينص البروتوكول الإضافي الأول لاتفاقيات جنيف في المادة 1(4) على ما يلي:
وتشمل الحالات المشار إليها في الفقرة السابقة النزاعات المسلحة التي تقاتل فيها الشعوب ضد السيطرة الاستعمارية والاحتلال الأجنبي وضد الأنظمة العنصرية في ممارسة حقها في تقرير المصير.
كان مؤلفو هذا المقال يشيرون إلى حروب التحرير الوطني التي رافقت إنهاء الاستعمار، والاحتلال الإسرائيلي للفلسطينيين، ونظام الفصل العنصري في جنوب أفريقيا. يشير مصطلح "الاحتلال الأجنبي" إلى الأراضي التي احتلتها دولة ما، ولكن لم يتم ضمها بعد وكان يسكنها مجموعة عرقية مختلفة.
في حين أن معظم البلدان صادقت على API، إلا أن إسرائيل لم تصادق عليها. ومع ذلك، إذا كان للاتفاقية الإطارية بشأن الأسلحة النووية وضع القانون الدولي العرفي، فإن جميع الدول ستظل ملزمة بها، حتى لو لم تصادق عليها. هناك خلاف حول ما إذا كانت المادة 1(4) تتمتع بوضع القانون الدولي العرفي: يزعم كلايتون سويشر أنها تتمتع بهذا الوضع، لكن يوروم دينشتاين يقول إنها ليست كذلك.
يكتب يان هيسبروغ أنه في حين أن القانون الدولي محايد بشكل عام في حالات التمرد، فإن ما سبق يشكل استثناءً يعتبر التمرد "ممارسة مشروعة لحق المقاومة". ويجادل يوروم دينشتاين بأنه في حين أن القانون الدولي لا يحظر مثل هذه الأعمال المقاومة، فإنه لا يمنع أيضًا الدولة المحتلة من معاقبة أولئك الذين يقاومون. من هذا المنظور، لا يتمتع الفلسطينيون الذين يقاومون بوضع أسير حرب محمي.
وتزعم سحر فرانسيس أن حق المقاومة ضد الاحتلال محمي بموجب القانون الدولي، لأن المادة الرابعة من اتفاقية جنيف الثالثة تمنح صفة أسير الحرب لـ" حركات المقاومة المنظمة" التي تستوفي معايير معينة.

## إعلان بشأن العلاقات الودية
ويعتبر إعلان العلاقات الودية الإنجاز الأهم لحق تقرير المصير، حيث تم اعتماده بالإجماع من قبل الجمعية العامة للأمم المتحدة دون أي معارضة. وتنص الفقرة ذات الصلة من ذلك الإعلان على ما يلي:
على كل دولة واجب الامتناع عن أي عمل قسري يحرم الشعوب من حقها في تقرير المصير والحرية والاستقلال. ويحق لهذه الشعوب، في مقاومتها لهذا العمل القسري سعياً لممارسة حقها في تقرير المصير، أن تسعى إلى الحصول على الدعم وفقاً لمقاصد ومبادئ الميثاق.— إعلان بشأن العلاقات الودية
ويطبق ريتشارد أ. فالك هذا على حالة الفلسطينيين، فيزعم أن الحق الفلسطيني في المقاومة المسلحة ينبع من إنكار إسرائيل لحق الفلسطينيين في تقرير المصير. وهكذا، فإن هذا لا يجعل المقاومة الفلسطينية المسلحة شرعية فحسب، بل يضفي الشرعية أيضاً على الدعم المادي الذي قد تتلقاه من حكومات خارجية. وعلى نحو مماثل، قال جون ف. مورفي في عام 1983 إن إعلان العلاقات الودية يشير إلى أن معظم أعضاء الجمعية العامة للأمم المتحدة يعتبرون أنه من المسموح توريد الأسلحة للفلسطينيين.
ويتأكد هذا الحق في سياق حق تقرير المصير لجميع الشعوب الخاضعة للحكم الأجنبي والاستعماري. وقد أكدت الجمعية العامة للأمم المتحدة صراحة على حق الفلسطينيين في مقاومة الاحتلال العسكري الإسرائيلي، بما في ذلك من خلال الكفاح المسلح. وقد نص قرار الجمعية العامة A/RES/38/17 (22/11/1983) على أنه " يؤكد من جديد شرعية نضال الشعوب من أجل استقلالها وسلامة أراضيها ووحدتها الوطنية وتحررها من الهيمنة الاستعمارية والفصل العنصري والاحتلال الأجنبي بكل الوسائل المتاحة، بما في ذلك الكفاح المسلح".
يزعم بن شاول أن المقاومة المسلحة هنا لا يمكن إضفاء الشرعية عليها إلا إذا تم حرمان شعب ما من حقه في تقرير المصير بالقوة. ويرى يان هيسبروجي أن تعريف "الحرمان القسري من تقرير المصير" ضيق، ولكنه ينطبق على احتلال إسرائيل للفلسطينيين. ويتفق جيريمي براكا على أن إسرائيل تنكر حق الفلسطينيين في تقرير المصير. يكتب أنطونيو كاسيسي أن الموقف الذي يزعم أن حركات التحرير الوطني لا يجوز لها اللجوء إلى القوة إلا ردًا على "الحرمان القسري من حق تقرير المصير" هو وضع قانوني "محرج" نشأ بسبب الخلافات في الأمم المتحدة حول متى يمكن لمثل هذه الحركات استخدام القوة. ومع ذلك، يكتب كاسيسي أنه في مناسبتين "نادرتين" منحت الجمعية العامة للأمم المتحدة صراحة "ترخيصاً" لاستخدام القوة: أي الفلسطينيين (في عام 1977) والناميبيين (في عام 1984).

## الحق الفلسطيني في تقرير المصير
إن حق الفلسطينيين في تقرير المصير معترف به على نطاق واسع، ويعتبر "حقا لا يمكن المساس به". وقد أكدت ذلك قرارات عديدة للأمم المتحدة. ويرى كثير من الباحثين أن الفلسطينيين قد يلجأون إلى المقاومة المسلحة لتحقيق حقهم في تقرير المصير. إن شرعية المقاومة المسلحة من أجل النضال من أجل تقرير المصير يمكن أن تتجلى في المعاهدات الدولية وقرارات الجمعية العامة للأمم المتحدة (انظر الأقسام أعلاه). ويرى بعض العلماء أن الكفاح المسلح لا يصبح مشروعا إلا بعد فشل الوسائل غير العنيفة لتقرير المصير (انظر القسم الفرعي أدناه).
ويرى ماركو لونجوباردو أن النضال من أجل تقرير المصير لا يمكن أن يتم إلا من قبل الجماعات المسلحة العاملة في إطار حركة التحرير الوطني المعترف بها من قبل الجمعية العامة للأمم المتحدة. وقد اعترفت الجمعية العامة للأمم المتحدة بمنظمة التحرير الفلسطينية كممثل للفلسطينيين في قرار صدر عام 1974، وحتى مجلس الأمن دعاها للمشاركة في مناقشات تتعلق بفلسطين/إسرائيل. كما قررت الجمعية العامة للأمم المتحدة أن الاحتلال الإسرائيلي المطول غير مبرر، مما يضفي الشرعية على الكفاح المسلح ضد القوة المحتلة (كما قررت ذلك في حالة ناميبيا والصحراء الغربية).
تتعلق مبادئ حق اللجوء إلى الحرب ‏ التقليدية بالصراع بين الدول، ولكن النضال من أجل تقرير المصير يمكن أن يضفي شرعية مماثلة على حركات المقاومة المسلحة.

### استنفاد الوسائل اللاعنفية
ويرى توم فارير ‏ أن روح ميثاق الأمم المتحدة هي أن اللجوء إلى العنف لا ينبغي أن يتم إلا كملاذ أخير. في رأيه، لقد استنفد الفلسطينيون أشكال المقاومة السلمية. وبعد عام 1967 مباشرة، طالب بعض القادة الفلسطينيين بالحكم الذاتي في الأراضي المحتلة، لكن إسرائيل رفضت ذلك. وفي واقع الأمر، حظرت إسرائيل كل الأنشطة السياسية. حاول الفلسطينيون تقليد غاندي برفض دفع الضرائب، لكن إسرائيل ردت على ذلك بالضرب العنيف والاعتقالات الجماعية. على مدى العشرين عامًا التالية، حرمت إسرائيل الفلسطينيين من العديد من حقوق الإنسان. كانت الأشهر الأولى من الانتفاضة الأولى عام 1988، وفقًا لفارير، غير مميتة نسبيًا لأنها غالبًا ما كانت تتضمن مراهقين مسلحين لا يحملون شيئًا سوى الحجارة؛ ومع ذلك ردت إسرائيل بالعنف المميت.
وعلى نحو مماثل، يزعم أيمن سلامة أن الفلسطينيين، في سعيهم إلى تقرير المصير، "وصلوا إلى نهاية حبلهم"، الأمر الذي لم يترك لهم أي خيار سوى استخدام القوة. ويشير إلى أن الفلسطينيين اعترفوا بحدود إسرائيل لعام 1967، وأن مبادرة السلام العربية لعام 2002 قوبلت بالرفض من جانب إسرائيل.
يزعم إلياكيم روبنشتاين أن الفلسطينيين ليس لديهم سبب للجوء إلى المقاومة المسلحة نظرًا لحماية حقوقهم من قبل المحاكم الإسرائيلية، التي يصفها بأنها "عادلة". ويشير كلايتون سويشر ‏ إلى أن عدداً قليلاً من الفلسطينيين يعتبرون المحاكم الإسرائيلية عادلة.
في عام 2023، زعمت رسالة كتبها محامون في الضفة الغربية أن الفلسطينيين لديهم الحق في المقاومة، لأن المجتمع الدولي خذل الفلسطينيين.
وفي إشارته إلى المقاومة الفلسطينية المسلحة لإسرائيل، يشير روبي سابل إلى أن البلدان في كثير من الأحيان لا تسمح لشعوبها بالحصول على تقرير المصير سلمياً. على سبيل المثال، لم يسمح البريطانيون في النهاية لتلك الدول بالحصول على الاستقلال إلا بفضل المقاومة المسلحة في قبرص وكينيا.

#### اتفاقيات أوسلو
في عام 1996، أبدى بيتر مالانشوك رأيه بأن منظمة التحرير الفلسطينية نتيجة لاتفاقيات أوسلو لم تعد تتمتع بحق المقاومة المسلحة ضد إسرائيل، كما لم يعد بإمكان إسرائيل أن تتمسك بحق استخدام القوة (بما في ذلك الدفاع عن النفس) ضد منظمة التحرير الفلسطينية. ويزعم بعض الإسرائيليين أيضاً أن تخلي منظمة التحرير الفلسطينية عن المقاومة المسلحة يعني أن الحق لم يعد موجوداً للجماعات الفلسطينية الأخرى أيضاً. ومع ذلك، يزعم كلايتون سويشر ‏ أن حق المقاومة المسلحة غير قابل للانتقاص ‏ منه لأنه مضمون بموجب البروتوكول الأول، والذي أصبح جزءاً من القانون الدولي العرفي (لا يمكن التنازل عن الحقوق غير القابلة للانتقاص منها). وهكذا يعتقد العديد من الفلسطينيين أن حقهم في المقاومة قائم على الرغم من اتفاق أوسلو.
يزعم ريتشارد فالك أنه بحلول عام 2000، وعلى الرغم من عملية أوسلو، أصبح من الواضح أن إسرائيل لن تسمح بحق الفلسطينيين في تقرير المصير؛ وهناك إجماع قوي في الأمم المتحدة على حق الفلسطينيين في تقرير المصير. وهكذا، يحتفظ الفلسطينيون بحقهم في المقاومة المسلحة لتحقيق تقرير المصير، حسب فالك. في عام 2015، زعم مرة أخرى أن إسرائيل تستخدم عملية السلام كغطاء لتوسيع المستوطنات غير القانونية وفرض الفصل العنصري على الفلسطينيين، مما يترك الفلسطينيين مع المقاومة باعتبارها السبيل الوحيد المتبقي لتحقيق تقرير المصير.
ويتفق ماركو لونجوباردو على أن نبذ منظمة التحرير الفلسطينية للمقاومة المسلحة يشير إلى تفضيل الوسائل السلمية لإنهاء الاحتلال. ويرى أنه طالما أن الطرفين يجريان مفاوضات بشأن إقامة الدولة الفلسطينية، فلن يتمكن الفلسطينيون من المطالبة بالحق في المقاومة المسلحة على أساس تقرير المصير. في ديسمبر/كانون الأول 2017، دعت حماس إلى "انتفاضة" جديدة ضد إسرائيل على أساس أن عملية السلام "مدمرة"، في نظر الفلسطينيين، بسبب القرار الأميركي بنقل السفارة إلى القدس.
وزعم توم فارير ‏ أن "تجدد" المقاومة العنيفة (في الانتفاضة الثانية ) كان بسبب استمرار الاحتلال الإسرائيلي ومبرراً في القانون الدولي. ويشير إلى أن 33 عامًا من الاحتلال قد مرت بحلول ذلك الوقت وأن الفلسطينيين حاولوا استخدام أشكال مختلفة من المقاومة السلمية.
في عام 2022، زعم تقرير صادر عن مفوضية الأمم المتحدة السامية لحقوق الإنسان أن عملية أوسلو، بما أنها أدت إلى استمرار الاحتلال الإسرائيلي، فإنها انتهكت الحق الفلسطيني في تقرير المصير، وهو قاعدة آمرة، وبالتالي أصبحت عملية أوسلو غير صالحة. استشهدت شهد الحموري بهذا التقرير للدفاع عن حق الفلسطينيين في المقاومة، على الرغم من اتفاقيات أوسلو.

## حق الفلسطينيين في الدفاع عن أنفسهم
وقد زعم العديد من الباحثين أن الفلسطينيين يمتلكون أيضًا الحق في استخدام القوة للدفاع عن أنفسهم ضد الاحتلال الإسرائيلي، والحصار البحري لغزة، والهجمات الإسرائيلية على المدنيين الفلسطينيين. ويرى كثير من الباحثين أن الإجراءات الإسرائيلية المذكورة تشكل أعمال عدوان ضد الفلسطينيين. في حين يزعم بعض الباحثين أن الفلسطينيين لديهم الحق في الدفاع عن أنفسهم، يزعم آخرون أن الدول فقط لديها الحق في الدفاع عن النفس وأن دولة فلسطين غير موجودة.
ويؤكد عزمي بشارة على حق الفلسطينيين في استخدام القوة للدفاع عن أنفسهم وكذلك لتقرير المصير. ومن ناحية أخرى، يزعم يان هيسبروجي أن الجماعات غير التابعة لدولة لا تتمتع بالحق في الدفاع عن النفس، ولكنه لا يزال يؤيد حق الفلسطينيين في استخدام القوة في السعي إلى تقرير المصير، كما ناقشنا في القسم أعلاه. أحد الأسباب التي تجعل العلماء يفرقون بين حق تقرير المصير وحق الدفاع عن النفس، هو أنه غالبًا ما يُعتقد أن الأول ينتمي إلى الشعوب غير المتمتعة بالحكم الذاتي، بينما ينتمي الثاني إلى الدول فقط. ومع ذلك، لا يتفق جميع العلماء مع هذا الرأي.

### أعمال العدوان الإسرائيلي
ويستشهد أولئك الذين يؤيدون حق الفلسطينيين في الدفاع عن أنفسهم بالهجمات الإسرائيلية على المدنيين الفلسطينيين، والحصار البحري لقطاع غزة، والاحتلال الإسرائيلي نفسه، باعتبارها أعمال عدوانية تبرر الدفاع عن النفس.

#### حصار قطاع غزة
منذ عام 2007، يخضع قطاع غزة لحصار بحري وجوي إسرائيلي. لقد كان للحصار آثار مدمرة على توفر الغذاء والدواء في قطاع غزة، مما أدى إلى العديد من الوفيات. يزعم ماركو لونجوباردو أن الحصار يمكن تفسيره باعتباره عملاً من أعمال الحرب، ويتفق يوسف شندي على أن الحصار يفي بتعريف الجمعية العامة للأمم المتحدة لجريمة العدوان.

#### الهجمات على المدنيين
ويرى يوسف شندي، أستاذ جامعة بيرزيت أن الهجمات التي تشنها إسرائيل على قطاع غزة، بما في ذلك على المدنيين، تتوافق مع تعريف الجمعية العامة للأمم المتحدة لجريمة العدوان.
وقد بررت حركة الجهاد الإسلامي في فلسطين عملياتها العسكرية مستشهدة بحق الفلسطينيين في الدفاع عن النفس، رداً على الاحتلال والهجمات الإسرائيلية على المدنيين الفلسطينيين. وعلى نحو مماثل، وصفت حماس أيضًا أعمالها العسكرية بأنها عمل من أعمال الدفاع عن النفس، مستشهدة بانتهاكات إسرائيل لحقوق الإنسان الفلسطينية، وتدمير البنية التحتية في غزة وما إلى ذلك. وقد ميز مؤسس حماس، أحمد ياسين، بين الكفاح المسلح الفلسطيني ضد الاحتلال الإسرائيلي مقابل الكفاح المسلح ضد الهجمات الإسرائيلية على المدنيين الفلسطينيين.

#### الاحتلال نفسه
ويستشهد الأستاذ الفلسطيني يوسف شندي بمحاكمات نورمبرغ، التي أكدت على حق الشعب في الدفاع عن نفسه ضد عدو يحتل الأراضي "بشكل غير مشروع". ولكن البروفيسور الإسرائيلي يوروم دينشتاين يقول إن هناك فكرة واسعة الانتشار مفادها أن المدنيين تحت الاحتلال العسكري لهم الحق في مقاومة القوة المحتلة بالقوة، ولكن هذا مفهوم خاطئ. ويزعم دينشتاين أنه إذا حاول الشعب المحتل مقاومة الاحتلال، فإن أفعاله تعتبر جرائم يمكن للقوة المحتلة أن تعاقب عليها حسب تقديرها.
يزعم جون ب. كوغلي أنه من القانوني للدولة أن تحاول بالقوة استعادة أراضيها التي تحتلها حاليًا. على سبيل المثال، في عام 1973، لم يدن مجلس الأمن التابع للأمم المتحدة مصر وسوريا لبدء حرب لاستعادة الأراضي التي استولت عليها إسرائيل منهما في عام 1967.

### إمكانية التطبيق على المجموعات غير الحكومية
إن مسألة ما إذا كانت الجماعات غير الحكومية تتمتع بالحق في الدفاع عن النفس، وما إذا كان الفلسطينيون يشكلون دولة، هما مسألتان مثيرتان للجدل ينقسم بشأنهما العلماء.

#### المادة 51 من ميثاق الأمم المتحدة
تنص المادة 51 من ميثاق الأمم المتحدة على ما يلي:
"لا شيء في هذا الميثاق يضعف الحق الطبيعي في الدفاع عن النفس، جماعياً أو فردياً، إذا اعتدت قوة مسلحة على أحد أعضاء الأمم المتحدة، وذلك إلى أن يتخذ مجلس الأمن التدابير اللازمة لحفظ السلم والأمن الدوليين."
يعتقد العديد من العلماء أن الدفاع عن النفس بموجب المادة 51 متاح للدول فقط. وتزعم شهد الحموري أن صياغة "جماعي أو فردي" تترك المجال مفتوحًا أمام الأفراد والجماعات لتنظيم الدفاع عن النفس ردًا على العدوان.
ويرى ماركو ميلانوفيتش أنه إذا قبلنا بوجود دولة فلسطين، فسيكون لها الحق في الدفاع عن نفسها. يقر ميلانوفيتش بأنه لا يوجد أدنى شك في أن فلسطين يجب أن توجد كدولة، ولكن على الرغم من الاعتراف الواسع النطاق، فإن العديد من الدول لا تعترف بها كدولة، وأبرزها إسرائيل. وتظل فلسطين دولة مراقب غير عضو في الأمم المتحدة. ويقترح ميلانوفيتش أنه من الممكن أن يزعم البعض أن المادة 51 تنطبق أيضاً على "وحدات تقرير المصير" التي لم تحقق الدولة بعد، ولكنه يعترف بأن هذه الحجة صعبة الإقناع. إذا كانت فلسطين موجودة كدولة، فإن احتلال إسرائيل لها يشكل هجوماً مسلحاً ضد هذه الدولة.
يجادل فرنسيس بويل بأن دولة فلسطين تمتلك حق الدفاع عن النفس، كسائر الدول، وهذا يشمل الحق في استخدام القوة لإنهاء الاحتلال الإسرائيلي غير الشرعي. ويقارن المقاومة الفلسطينية بالاحتلال الإسرائيلي بالمقاومة الفرنسية بالاحتلال النازي.
ويرى ماركو لونجوباردو أنه في حين تحظى فلسطين بالاعتراف على نطاق واسع، فإن السلطة الفلسطينية لم تلجأ قط إلى الدفاع عن النفس على الرغم من الهجمات الإسرائيلية المتكررة على قطاع غزة. وحتى الدول التي أدانت الهجمات الإسرائيلية واعترفت بالدولة الفلسطينية لم تؤكد بعد حق الفلسطينيين في الدفاع عن النفس.

#### الدفاع عن النفس من الظلم
يكتب جان أرنو هيسبروجي أن القانون الدولي، للأسف، لا يعطي الجماعات غير الحكومية الحق في الدفاع عن النفس، حتى من الإبادة الجماعية. على سبيل المثال، أثناء الإبادة الجماعية في رواندا، انتقد مجلس الأمن التابع للأمم المتحدة استخدام القوة ليس فقط من قبل الحكومة الرواندية (التي كانت ترتكب الإبادة الجماعية)، ولكن أيضًا استخدام القوة من قبل الجبهة الوطنية الرواندية (التي كانت تحاول وقف الإبادة الجماعية). وعلى نحو مماثل، انتقد مجلس الأمن جميع الأطراف بسبب العنف أثناء الحرب الأهلية السورية، بما في ذلك أولئك الذين كانوا يدافعون ضد الفظائع. ومع ذلك، في حالة الحرب الأهلية الليبية الأولى، أدان مجلس الأمن القذافي فقط، وليس المتمردين الذين قاتلوا ضده. ويعترف هيسبروغ بأن العديد من الكتاب، مع ذلك، يؤمنون بحق المقاومة ضد حكومة ترتكب جرائم دولية أو قمعًا.

## التداعيات على حق إسرائيل في الدفاع عن نفسها
يزعم العلماء أنه إذا كان للفلسطينيين الحق في الدفاع عن أنفسهم فإن إسرائيل لا تملك ذلك؛ وبالتالي، في حالة امتلاك إسرائيل الحق في الدفاع عن نفسها فإن ذلك يعني اعتبار المقاومة الفلسطينية غير قانونية. ويرجع ذلك إلى أن الوضع الافتراضي الذي يبرر فيه كل جانب استخدام القوة ضد الآخر أمر غير قابل للتطبيق منطقياً. يمكن إعادة صياغة ذلك على النحو التالي: لا يمكن أن يكون هناك دفاع عن النفس ضد الدفاع المشروع عن النفس. يشرح مايكل نيومان هذا من خلال تشبيهين: ليس لدى اللصوص الحق في الدفاع عن أنفسهم ضد حراس البنوك؛ ولم يكن لدى قوات صدام التي احتلت الكويت الحق في الدفاع عن نفسها ضد هجمات التحالف الذي تقوده الولايات المتحدة، وفي محاولتها للدفاع عن نفسها ارتكبت المزيد من الظلم. ولكن البروفيسور الإسرائيلي ديفيد هايد يختلف مع هذا الرأي ويعطي مثالا على ذلك حرب غزة. إذا افترضنا أن حماس شنت عملية طوفان الأقصى دفاعاً عن النفس (رداً على الاحتلال الإسرائيلي)، فإن إسرائيل لا تزال تتمتع بالحق في الدفاع عن المدنيين من حماس؛ وعلى نحو مماثل، إذا افترضنا أن غزو إسرائيل كان عملاً من أعمال الدفاع عن النفس، فإن حماس لا تزال تتمتع بالحق في الدفاع عن المدنيين الفلسطينيين من العنف الإسرائيلي.
وتزعم شارون ويل وفالنتينا أزاروفا أنه ما دامت إسرائيل تحتل الأراضي الفلسطينية، فلا يجوز لها أن تلجأ إلى المادة 51 من حق الدفاع عن النفس. يزعم ويل وأزاروفا أنه بما أن الفلسطينيين يتمتعون بحق مشروع في مقاومة الاحتلال الإسرائيلي، فإن هجمات حماس على إسرائيل لا تشكل انتهاكات لقانون الحرب ‏ (على الرغم من أن الهجمات الصاروخية العشوائية تشكل انتهاكات لقانون الحرب ).
وأما ما ينبغي لإسرائيل أن تفعله رداً على هذه الهجمات، فيقترح بعض الباحثين: الانسحاب من الأراضي المحتلة. يكتب مايكل نيومان أن الدفاع عن النفس مسموح به فقط إذا لم تكن هناك بدائل، ولكن القوة المحتلة، بحكم التعريف، يمكنها دائمًا الانسحاب. ويكتب يوسف شندي أن إسرائيل لا تستطيع أن تدعي الدفاع عن نفسها إلا إذا استمرت الهجمات المسلحة الفلسطينية حتى بعد أن تنهي إسرائيل احتلالها للضفة الغربية وقطاع غزة. تكتب شارون ويل وفالنتينا أزاروفا أنه حتى تنهي إسرائيل احتلالها، فإنها لا تستطيع الاستعانة بالحق في الدفاع عن النفس المنصوص عليه في المادة 51.

### شرعية الاحتلال الإسرائيلي
ويكتب يان هيسبروجي أن "من يمارس الدفاع عن النفس ضد من" هو أحد أهم القضايا في الصراع الإسرائيلي الفلسطيني، ويعتمد على ما إذا كان المرء يعتبر احتلال إسرائيل للفلسطينيين قانونيا. إذا كان الاحتلال قانونيًا، فإن إسرائيل لديها الحق في الدفاع عن نفسها، ولكن إذا كان الاحتلال غير قانوني، فإن الفلسطينيين هم الذين سيكون لهم الحق في الدفاع عن أنفسهم ضد إسرائيل.
الحكومة الإسرائيلية تتجادل حول ما إذا كانت إسرائيل لا تزال تحتل غزة في ضوء الانسحاب عام 2005. حتى لو افترضنا أن قطاع غزة غير محتل، فليس هناك خلاف على أن الضفة الغربية لا تزال تحت السيطرة الإسرائيلية (تسيطر إسرائيل على المنطقة (ج) بشكل مباشر، كما تحتفظ بالسيطرة على السلطة الفلسطينية، التي تحكم المنطقتين (أ) و(ب)).

## تشبيه روسيا—أوكرانيا
يقارن ناثان جيه روبنسون ‏ العنف السياسي الفلسطيني ضد الاحتلال الإسرائيلي بالهجمات المضادة الأوكرانية ضد الاحتلال الروسي. ويقارن روبنسون أيضًا بين الهجمات الصاروخية الفلسطينية على الأراضي الإسرائيلية هجمات الأوكرانية التي عبرت إلى الأراضي الروسية ‏. ويخلص إلى أن الفلسطينيين والأوكرانيين لديهم الحق في المقاومة، ولا يدعم حق إسرائيل أو روسيا في الدفاع عن النفس ضد مثل هذا العنف. (يؤكد روبنسون أن الحق في المقاومة لا يبرر العنف ضد المدنيين)
وقد أجريت المقارنة بين إسرائيل وفلسطين وروسيا وأوكرانيا أيضًا في افتتاحية في مجلة الإنسانية الجديدة ‏، مصطفى بيومي، وراجي صوراني، ونور عودة، ومصطفى البرغوثي، وشعوان جبارين.

## إيذاء المدنيين
ومع ذلك فإن العلماء الذين يؤيدون حق الفلسطينيين في مقاومة الاحتلال الإسرائيلي يتفقون على أن هذا لا يبرر بأي حال من الأحوال قتل أو جرح المدنيين. يقول ديفيد تومسون إن المسلحين الفلسطينيين يجب أن يهاجموا فقط القوات الإسرائيلية المحتلة ويمتنعوا عن مهاجمة المدنيين الإسرائيليين. ريتشارد فالك، عزمي بشارة، وفرانسيس بويل، جميعهم من المؤيدين المتحمسين لحق الفلسطينيين في المقاومة المسلحة، ويعارضون بشكل مطلق أي هجوم على المدنيين. وعلى النقيض من ذلك، يتهم جوشوا مورافشيك ‏ أنصار الحق الفلسطيني في المقاومة بتأييد "جرائم القتل التي تستهدف أهدافاً مدنية".

### «بكل تأكيد»
أحيانًا ما يُكتب مناصرو حق الفلسطينيين في المقاومة على النحو التالي: "للشعب الفلسطيني الحق في المقاومة بكل الوسائل المتاحة". ويُقصد بـ "بكل الوسائل" تفسيرها وفقًا لمبدأ "الحق في الحرب"، وليس وفقًا لمبدأ "الحق في الحرب". ويؤكد عزمي بشارة أن "أية وسيلة" تعني أية وسيلة متوافقة مع ميثاق الأمم المتحدة وقوانين الحرب الأخرى. على سبيل المثال، تؤكد شهد الحموري أن الحق في المقاومة، مثل الحق في الدفاع عن النفس، يجب أن يلتزم بالقانون الإنساني الدولي. يفضل الحموري العبارة التالية "للشعب الفلسطيني الحق في المقاومة بكل الوسائل المتوافقة مع مبادئ ميثاق الأمم المتحدة ". وعلى نحو مماثل، اعترف قرار الجمعية العامة للأمم المتحدة لعام 1974 "بحق الشعب الفلسطيني في استعادة حقوقه بكل الوسائل المتوافقة مع مقاصد ومبادئ ميثاق الأمم المتحدة".

### الأنشطة الدبلوماسية الفلسطينية
كما أعلن إعلان الاستقلال الفلسطيني لعام 1988 (على طول حدود عام 1967) "حق الشعوب في مقاومة الاحتلال الأجنبي" لكنه رفض أيضًا "الإرهاب بكل أشكاله، بما في ذلك إرهاب الدولة". وأوضح ياسر عرفات لاحقًا أن هذا كان إشارة إلى رفض "الإرهاب ضد المدنيين".
في عام 1989، بعد عام واحد من إعلان الاستقلال، صادقت الدولة الفلسطينية على اتفاقيات جنيف، معترفة بالتزاماتها تجاه الحرب بموجب القانون الإنساني الدولي (على سبيل المثال عدم مهاجمة المدنيين). وعلى النقيض من ذلك، رفضت إسرائيل تطبيق اتفاقيات جنيف على الأراضي الفلسطينية المحتلة.
في عام 2001، حاولت حماس إقناع وزراء الخارجية المشاركين في مؤتمر منظمة المؤتمر الإسلامي بإصدار بيان يدعم تفجيراتها الانتحارية. وردًا على ذلك، أكد الأمين العام لجامعة الدول العربية على حق الفلسطينيين في المقاومة والدفاع عن النفس ضد الاحتلال الإسرائيلي، لكنه قال أيضًا إنه يجب حماية المدنيين. في عام 2005، أعلنت حماس رفضها لاستخدام التفجيرات الانتحارية ضد المدنيين.

## الشك
أعرب العديد من أنصار الفلسطينيين عن أسفهم لأن القانون الدولي لم يكن أكثر حزما بشأن حقوق الأشخاص عديمي الجنسية. يزعم يوسف منير أن القانون الدولي "صاغته الدول، ولصالح الدول إلى حد كبير" وتجاهل احتياجات عديمي الجنسية.
ويعتقد البعض أن الفلسطينيين ليس لديهم الحق في المقاومة المسلحة ضد الاحتلال الإسرائيلي. وكما ذكرنا آنفاً، زعم البروفيسور الإسرائيلي يوروم دينشتاين أن الشعب المحتل ليس له الحق في مقاومة الاحتلال العسكري. في عام 2001، كتبت أميرة هاس أن العديد من الإسرائيليين لا يعتقدون أن إسرائيل تحتل الفلسطينيين. ويكتب هاس أن هؤلاء الإسرائيليين نظروا إلى الانتفاضة الثانية باعتبارها "عملاً عدوانياً" غير مبرر، وليس "عملاً من أعمال المقاومة".
تكتب فالنتينا كابوري أن حق الفلسطينيين في المقاومة المسلحة يُعامل بالتشكك من قبل مجموعتين. المجموعة الأولى هي أولئك الذين لا يعتقدون أن إسرائيل تقمع الفلسطينيين، والمجموعة الثانية هي أولئك الذين يزعمون أن الفلسطينيين لا يستطيعون المقاومة إلا من خلال الوسائل غير العنيفة (على سبيل المثال العديد من أعضاء حركة المقاطعة وسحب الاستثمارات وفرض العقوبات ).

## قرارات الأمم المتحدة
وقد تم تفسير عدد من القرارات، سواء في مجلس الأمن التابع للأمم المتحدة أو في الجمعية العامة للأمم المتحدة، على أنها تؤيد حق المقاومة المسلحة ضد الاحتلال الأجنبي، وخاصة بالنسبة للفلسطينيين.

### مجلس الأمن الدولي بشأن غارات فتح (1968)
بعد احتلال إسرائيل للضفة الغربية عام 1967، بدأت فتح بشن غارات على إسرائيل انطلاقًا من الأردن. وبينما استهدفت معظم هذه الغارات أهدافًا عسكرية، استهدف بعضها المدنيين. وردت إسرائيل بمهاجمة معسكرات فتح في الأردن، مما أسفر عن مقتل عدد كبير من الأشخاص، وكان العديد منهم من المارة.
وفي عام 1968، أدان مجلس الأمن التابع للأمم المتحدة الأعمال الانتقامية الإسرائيلية ضد فتح مرتين: قرار مجلس الأمن رقم 248 وقرار مجلس الأمن رقم 256. خلال المناقشات، زعمت باكستان، العضو غير الدائم في مجلس الأمن التابع للأمم المتحدة، أن هجمات فتح على إسرائيل مشروعة لأن هدفها هو تمكين الفلسطينيين من "العودة بحرية إلى وطنهم". وعلى نحو مماثل، رفضت فرنسا ادعاء إسرائيل بـ "أمن الأراضي" الخاضعة لولايتها القضائية، نظراً لأن ولاية إسرائيل في الضفة الغربية نشأت من خلال الاحتلال. وأضافت فرنسا أن الغارات الفلسطينية على إسرائيل كانت "نتيجة حتمية للاحتلال العسكري".

### مجلس الأمن التابع للأمم المتحدة بشأن الغارات على المستعمرات البرتغالية (1969)
وفي الوقت نفسه تقريباً الذي كانت فيه حركة فتح تهاجم إسرائيل من الأردن، كانت الجماعات المسلحة الساعية إلى الاستقلال تهاجم المستعمرات البرتغالية في أنغولا وموزمبيق وغينيا بيساو من الدول المجاورة. وكما فعلت إسرائيل، شنت البرتغال هجمات انتقامية عبر الحدود ضد هؤلاء المتمردين في الدول المجاورة التي كانت تستضيف المتمردين. أدان مجلس الأمن التابع للأمم المتحدة الهجمات الانتقامية البرتغالية في زامبيا ( قرار مجلس الأمن رقم 268 )، والسنغال (قرار مجلس الأمن رقم 273)، وغينيا (قرار مجلس الأمن رقم 290). رفضت حق البرتغال المفترض في الرد على هجمات حرب العصابات، وانتقدت البرتغال بدلاً من ذلك لفشلها في احترام حق السكان المحليين في تقرير المصير. ويرى جون كويجلي أن مجلس الأمن التابع للأمم المتحدة قد اعترف بذلك بحق المتمردين في مهاجمة البرتغال باعتباره أعلى من حق البرتغال في مهاجمة المتمردين.

### قرارات الجمعية العامة للأمم المتحدة
وينص قرار الجمعية العامة للأمم المتحدة رقم 2787 لعام 1971 على ما يلي:
يؤكد شرعية نضال الشعوب من أجل تقرير المصير والتحرر من السيطرة الاستعمارية والأجنبية والاستعباد الأجنبي، وخاصة في جنوب أفريقيا وعلى وجه الخصوص نضال شعوب زيمبابوي وناميبيا وأنغولا وموزامبيق وغينيا (بيساو)، وكذلك الشعب الفلسطيني، بكل الوسائل المتاحة المتوافقة مع ميثاق الأمم المتحدة.
وينص قرار الجمعية العامة للأمم المتحدة رقم 34/44 لعام 1979 على ما يلي:
يؤكد مجدداً شرعية نضال الشعوب من أجل الاستقلال والسلامة الإقليمية والوحدة الوطنية والتحرر من السيطرة الاستعمارية والأجنبية والاحتلال الأجنبي بكل الوسائل المتاحة، بما في ذلك الكفاح المسلح. ويؤكد مجدداً الحق غير القابل للتصرف لشعبي ناميبيا وزيمبابوي، والشعب الفلسطيني، وجميع الشعوب الخاضعة للسيطرة الاستعمارية والأجنبية في تقرير المصير والاستقلال الوطني والسلامة الإقليمية والوحدة الوطنية والسيادة دون تدخل خارجي.
وينص قرار الجمعية العامة للأمم المتحدة رقم 37/43 لعام 1982 على ما يلي:
يؤكد مشروعية نضال الشعوب من أجل الاستقلال والسلامة الإقليمية والوحدة الوطنية والتحرر من السيطرة الاستعمارية والأجنبية والاحتلال الأجنبي بكل الوسائل المتاحة، بما في ذلك الكفاح المسلح. ويؤكد الحق غير القابل للتصرف للشعب الناميبي والشعب الفلسطيني وجميع الشعوب الخاضعة للسيطرة الأجنبية والاستعمارية في تقرير المصير والاستقلال الوطني والسلامة الإقليمية والوحدة الوطنية والسيادة دون تدخل خارجي.
وينص قرار الجمعية العامة للأمم المتحدة رقم 38/17 لعام 1983 على أنها " تؤكد من جديد شرعية نضال الشعوب من أجل استقلالها وسلامة أراضيها ووحدتها الوطنية وتحررها من الهيمنة الاستعمارية والفصل العنصري والاحتلال الأجنبي بكل الوسائل المتاحة، بما في ذلك الكفاح المسلح".

## الملاحظات
1. 1 2 3 4 5 6 7  Hessbruegge، Jan Arno (2017). Human rights and personal self-defense in international law (ط. First). نيويورك: دار نشر جامعة أكسفورد. ص. 316–317, 320–321. ISBN:9780190655020.
2. 1 2 3  Bowen، Stephen (2021). Human Rights, Self-Determination and Political Change in the Occupied Palestinian Territories. دار بريل للنشر. ص. 125–127.
3. 1 2  Murphy، John F. (1983). The United Nations and the control of international violence: a legal and political analysis. Manchester: Univ. Press. ص. 145. ISBN:978-0-7190-0942-6.
4. 1 2 3 4 5 6 7 8 9 10  Quigley 2005، صفحة 189-191.
5. 1 2 3 4 5 6 7  Farer، Tom. Confronting Global Terrorism and American Neo-Conservatism. دار نشر جامعة أكسفورد. ص. 188.
6. 1 2 3 4 5  Table, Al Jazeera Round. "Forum: How can Palestinians legally fight occupation?". شبكة الجزيرة الإعلامية (بالإنجليزية). Archived from the original on 2025-03-25. Retrieved 2024-06-20.
7. 1 2  "Palestine's Right to Defend Itself". Brookings. مؤرشف من الأصل في 2024-12-13. اطلع عليه بتاريخ 2024-08-28.
8. 1 2 3 4  Longobardo 2018، صفحة 121-122.
9. ↑  Cohen، Stanley L (20 يوليو 2017). "Palestinians have a legal right to armed struggle". شبكة الجزيرة الإعلامية. مؤرشف من الأصل في 2025-05-12. اطلع عليه بتاريخ 2024-06-20. Long ago, it was settled that resistance and even armed struggle against a colonial occupation force is not just recognised under international law but specifically endorsed. In accordance with international humanitarian law, wars of national liberation have been expressly embraced, through the adoption of Additional Protocol I to the Geneva Conventions of 1949 (pdf), as a protected and essential right of occupied people everywhere.
10. 1 2  Chinkin، Christine؛ Kaldor، Mary (2017). International law and new wars (ط. First published). كامبريدج: مطبعة جامعة كامبريدج. ص. 236. ISBN:978-1-107-17121-3.
11. ↑  "Customary international humanitarian law | International Committee of the Red Cross". www.icrc.org (بالإنجليزية). 20 May 2016. Archived from the original on 2025-03-26. Retrieved 2024-09-12.
12. 1 2  Orakhelashvili, Alexander (3 Jul 2015). "Undesired, Yet omnipresent: Jus ad Bellum in its relation to other areas of international law". Journal on the Use of Force and International Law (بالإنجليزية). 2 (2): 238–256. DOI:10.1080/20531702.2015.1090219. ISSN:2053-1702. Archived from the original on 2024-07-10.
13. 1 2 3 4  Swisher، Clayton E. (2004). The truth about Camp David: the untold story about the collapse of the Middle East peace process. New York: Nation Books. ص. 142–143. ISBN:9781560256236.
14. 1 2 3  Sabel 2022، صفحة 326.
15. ↑  Sabel 2022، صفحة 327.
16. ↑  Francis 2014، صفحة 42-43.
17. ↑  Falk، Richard A.؛ Kratochwil، Friedrich V.؛ Mendlovitz، Saul H.، المحررون (1985). International law: a contemporary perspective. Studies on a just world order. Boulder: Westview Press. ص. 414–416. ISBN:978-0-86531-252-4.
18. 1 2 3 4  Falk 2002، صفحة 27.
19. ↑  "The right to resist in occupied Palestine: denial and suppression | openDemocracy". مؤرشف من الأصل في 2025-03-16.
20. ↑  Guarnieri، Mya (22 ديسمبر 2011). "Palestinian right to fight occupation not only moral, but legal as well". +972 Magazine. مؤرشف من الأصل في 2025-02-17.
21. 1 2  "Palestinians and the Right to Resist". CJPME - English. مؤرشف من الأصل في 2025-05-15.
22. 1 2  Cohen، Stanley L. "Palestinians have a legal right to armed struggle". Al Jazeera. مؤرشف من الأصل في 2025-05-12.
23. 1 2  "Right of peoples to self-determination - GA resolution". Question of Palestine (بالإنجليزية الأمريكية). Archived from the original on 2025-05-12. Retrieved 2024-01-02.
24. ↑  Saul، Ben. "Defending 'Terrorism': Justifications and Excuses for Terrorism in International Criminal Law". Australian Year Book of International Law. مؤرشف من الأصل في 2024-07-06. controversial denials of the right (in the narrow external sense) in Palestine...liberation movements have no legal right to use force to secure self-determination, but they do not breach international law by using force (defensively) against its forcible denial
25. ↑  Bracka 2022، صفحة 80.
26. ↑  Cassese، Antonio (1995). Self-Determination of Peoples: A Legal Reappraisal. مطبعة جامعة كامبريدج. ص. 151.
27. ↑  Murphy، Shannonbrooke (2012). The challenge of human rights: past, present and future. Cheltenham, UK; Northampton, MA, USA: Edward Elgar. ص. 106–7. ISBN:9780857939005.
28. 1 2  Longobardo 2018، صفحة 155-156"The ensemble of these treaty law provisions and GA resolutions seems
to support the idea that armed resistance against the occupying power falls within the context of a legitimate struggle for self-determination...contribute to the idea that the majority of states consider the struggle against the occupying power to be legitimate."
29. 1 2  Longobardo 2018، صفحة 156-157.
30. ↑  Longobardo 2018، صفحة 155.
31. 1 2  Salama، Ayman (24 أكتوبر 2023). "The Palestinian right to resist". الأهرام (جريدة). مؤرشف من الأصل في 2025-03-26.
32. ↑  "Perspectives From Palestine: 'Palestinians Have the Right to Resist Israel's Occupation'". www.jurist.org (بالإنجليزية الأمريكية). 1 Nov 2023. Archived from the original on 2025-04-26. Retrieved 2024-07-25.
33. ↑  Sabel 2022، صفحة 325.
34. ↑  Malanczuk، Peter (1 يناير 1996). "Some Basic Aspects of the Agreements Between Israel and the PLO from the Perspective of International Law". European Journal of International Law. ج. 7 ع. 4: 492–493. DOI:10.1093/ejil/7.4.485.
35. 1 2  Falk, Richard (13 Dec 2000). "International Law and the al-Aqsa Intifada". MERIP (بالإنجليزية الأمريكية). Archived from the original on 2025-04-16. Retrieved 2024-07-03.
36. 1 2 3  Longobardo 2018، صفحة 158-159.
37. ↑  "Hamas threatens new 'intifada' over US moves on Jerusalem". France 24 (بالإنجليزية). 3 Dec 2017. Archived from the original on 2025-03-26. Retrieved 2024-07-01.
38. ↑  Albanese، Francesca (21 سبتمبر 2022). "Report of the Special Rapporteur on the situation of human rights in the Palestinian territories occupied since 1967 (A/77/356)" (PDF). ص. 19–20.
39. ↑  Hammouri، Shahd (2023). "The Palestinian People have the right to resistance by all means available at their disposal" (PDF). مؤرشف من الأصل (PDF) في 2025-03-07.
40. ↑  Bishara 2024، صفحة 11.
41. 1 2  Ohlin، Jens David (31 مارس 2016)، Tesón، Fernando R. (المحرر)، "The Right to Exist and the Right to Resist"، The Theory of Self-Determination (ط. 1)، Cambridge University Press، ص. 81–83, 93، DOI:10.1017/cbo9781316340639.005، ISBN:978-1-316-34063-9، اطلع عليه بتاريخ 2024-07-11
42. 1 2 3  Shandi 2010، صفحة 395-396.
43. ↑  Longobardo 2018، صفحة 197.
44. ↑  Engeland، Anisseh van؛ Rudolph، Rachael M. (2008). From terrorism to politics. Ethics and global politics. Aldershot, England; Burlington, VT: Ashgate. ص. 104, 106–107. ISBN:978-0-7546-4990-8. OCLC:191697312.
45. ↑  Sen، Somdeep (2020). Decolonizing Palestine: Hamas between the anticolonial and the postcolonial. Ithaca [New York]: Cornell University Press. ص. 62–63, 71–72. ISBN:978-1-5017-5273-5.
46. ↑  Usher، Graham (1999). Dispatches from Palestine: the rise and fall of the Oslo peace process. Middle East issues. London: Pluto Press. ص. 168. ISBN:978-0-7453-1337-5.
47. ↑  Shandi 2010، صفحة 401.
48. 1 2  Dinstein، Yoram (2009). The International Law of Belligerent Occupation. مطبعة جامعة كامبريدج. ص. 94–95.
49. 1 2  Quigley 2005، صفحة 195.
50. 1 2 3 4  Milanovic, Marko (14 Nov 2023). "Does Israel Have the Right to Defend Itself?". EJIL: Talk! (بالإنجليزية). Archived from the original on 2025-04-02. Retrieved 2024-07-10.
51. ↑  Hammouri، Shahd (2023). "The Palestinian People have the right to resistance by all means available at their disposal" (PDF). Law for Palestine. مؤرشف من الأصل (PDF) في 2025-04-18.
52. 1 2 3 4  Boyle، Francis A. (2003). Palestine, Palestinians, and international law. Atlanta, Ga: Clarity Press. ص. 63–65. ISBN:978-0-932863-37-9.
53. 1 2 3 4  Hessbruegge، Jan Arno (17 فبراير 2017). Human Rights and Personal Self-Defense in International Law. Oxford University Press. ص. 326–330. DOI:10.1093/acprof:oso/9780190655020.003.0007. ISBN:978-0-19-065502-0. مؤرشف من الأصل في 2020-02-15.
54. 1 2  Shandi 2010، صفحة 400.
55. 1 2 3 4 5  Azarova، Valentina؛ Weill، Sharon (2016). Bellal، Annyssa (المحرر). Armed conflict in 2014. The war report. Oxford: Oxford University Press. ص. 370–372. ISBN:978-0-19-876606-3.
56. 1 2  Neumann، Michael (2005). The Case Against Israel. ص. 101, 208.
57. ↑  Heyd, David (26 Nov 2024). "Can Two Opposing Narratives Be Equally Valid? Reflections on Zreik's Reflections on the War in Gaza". Analyse & Kritik (بالإنجليزية). 46 (2): 319–341. DOI:10.1515/auk-2024-2014. ISSN:0171-5860. Archived from the original on 2025-03-25. In other words, even if we consider Hamas' attack as an act of self-defense from the constant military pressure by the IDF on Gaza, the Israeli soldiers have a duty to protect the Israeli civilians against the Palestinian justified self-defensive attack. And of course, this argument works symmetrically: even if Hamas' attack on October 7 was an unjustified belligerent act and Israel had all the right to defend itself by invading the Gaza Strip, it would be very strange to argue that Hamas ought not to try to repel the Israeli invaders by using violence in order to save their people (or themselves).
58. ↑  Shandi 2010، صفحات 395-397, 403-404.
59. ↑  Dagres, Holly (31 Oct 2023). "Israel claims it is no longer occupying the Gaza Strip. What does international law say?". Atlantic Council (بالإنجليزية الأمريكية). Archived from the original on 2025-05-12. Retrieved 2024-09-22.
60. ↑  Cuyckens، Hanne (2018). Revisiting the law of occupation. Nova et vetera iuris gentium. Leiden Boston: Brill. ص. 46. ISBN:978-90-04-35397-8.
61. 1 2 3 4  Robinson, Nathan J. (5 Jul 2023). "If You Support Ukrainian Resistance to Occupation, You Must Also Support Palestinian Resistance to Occupation". Current Affairs (بالإنجليزية). ISSN:2471-2647. Archived from the original on 2025-04-11. Retrieved 2024-07-25.
62. ↑  "Media coverage of Israel and Gaza is rife with deadly double standards". مؤرشف من الأصل في 2025-05-06.
63. ↑  Bayoumi, Moustafa (11 Oct 2023). "The double standard with Israel and Palestine leaves us in moral darkness". The Guardian (بالإنجليزية البريطانية). ISSN:0261-3077. Retrieved 2024-07-25.
64. ↑  "Speakers Highlight Need for Preserving International Law, Ensuring Accountability, as Conference of Civil Society Organizations Working on Palestine Opens | Meetings Coverage and Press Releases". press.un.org. مؤرشف من الأصل في 2025-03-22. اطلع عليه بتاريخ 2024-07-25.
65. 1 2 3  Hatuqa, Dalia (30 Jul 2024). "The View From Ramallah". Foreign Policy (بالإنجليزية الأمريكية). Archived from the original on 2025-04-05. Retrieved 2024-07-25.
66. 1 2  Thompson, David J (Jan 2003). "Climbing the Iron Wall: Palestine and Self-determination". Griffith Law Review (بالإنجليزية). 12 (2): 288–309. DOI:10.1080/10383441.2003.10854522. ISSN:1038-3441. Archived from the original on 2024-07-07.
67. ↑  Bishara 2024، صفحة 20.
68. ↑  Muravchik، Joshua (2014). Making David into Goliath. Encounter Books. ص. 75–76.
69. 1 2 3  Hammouri, Shahd (8 Oct 2023). "The Palestinian People have the right to resistance by all means available at their disposal". Law for Palestine (بالإنجليزية الأمريكية). Archived from the original on 2025-04-16. Retrieved 2024-07-11.
70. ↑  Bishara 2024، صفحة 19.
71. ↑  Hammouri, Shahd. "How international law is used to cover up Israeli settler-colonialism". Al Jazeera (بالإنجليزية). Archived from the original on 2025-04-17. Retrieved 2024-07-11.
72. ↑  "Palestine question/Inalienable rights of the Palestinian people: Self-determination, independence, sovereignty, return - GA resolution". Question of Palestine (بالإنجليزية الأمريكية). Archived from the original on 2025-04-16. Retrieved 2024-07-11.
73. 1 2  Weston، Burns H. (1991). "Relevance of International Law to Palestinian Rights in the West Bank and Gaza: In Legal Defense of the Intifada". Harvard International Law Journal. ج. 32 ع. 1: 130.
74. ↑  "april 2001 ADVANCE COPY". www.hrw.org. مؤرشف من الأصل في 2025-01-11. اطلع عليه بتاريخ 2024-07-11. Israel stands alone in its interpretation that the Fourth Geneva Convention and the Hague Regulations do not apply to the West Bank and Gaza Strip.
75. ↑  MacFarquhar, Neil (11 Dec 2001). "Hamas Seeks Muslim Support for Suicide Raids". The New York Times (بالإنجليزية الأمريكية). ISSN:0362-4331. Archived from the original on 2025-03-24. Retrieved 2024-07-05.
76. ↑  Erlich، Reese (2010). Conversations with terrorists. Polipoint Press. ص. 29.
77. ↑  Rubenberg، Cheryl (2003). The Palestinians: in search of a just peace. Boulder, Colo: Lynne Rienner Publishers. ص. 335. ISBN:978-1-58826-200-4.
78. ↑  Capurri، Valentina (2017). ""Don't ask me to be nonviolent unless you have demanded the same from my oppressor": Armed Resistance and the Right to Self-defence". Annual Review of Interdisciplinary Justice Research. ج. 6: 277.
79. ↑  "Importance of the universal realization of the right of peoples to self-determination and of the speedy granting of independence to colonial countries and peoples for the effective guarantee and observance of human rights" (بالإنجليزية). UN General Assembly (26th Sess.: 1971). 1972. Archived from the original on 2025-05-04.
80. 1 2  Quigley 2005، صفحة 194.
81. ↑  "34/44. Importance of the universal realization of the right of peoples to self-determination and of the speedy granting of independence to colonial countries and peoples for the effective guarantee and observance of human rights" (PDF). مؤرشف من الأصل (PDF) في 2025-03-28.
82. ↑  "Importance of the universal realization of the right of peoples to self-determination and of the speedy granting of independence to colonial countries and peoples for the effective guarantee and observance of human rights" (بالإنجليزية). UN General Assembly (37th Sess.: 1982–1983). 27 Jan 1983. Archived from the original on 2025-05-06.